# Pristimantis palmeri
Espèce
Synonymes
- Hylodes palmeri Boulenger, 1912
- Eleutherodactylus palmeri (Boulenger, 1912)

Statut de conservation UICN

 LC  : Préoccupation mineure
Pristimantis palmeri est une espèce d'amphibiens de la famille des Craugastoridae.

## Répartition
Cette espèce est endémique de Colombie. Elle se rencontre entre 900 et 2 400 m d'altitude :
- sur le versant Ouest de la cordillère Occidentale dans les départements de Cauca, d'Antioquia, de Risaralda et de Valle del Cauca ;
- sur le versant Ouest de la cordillère Centrale dans le département de Quindío.

## Description

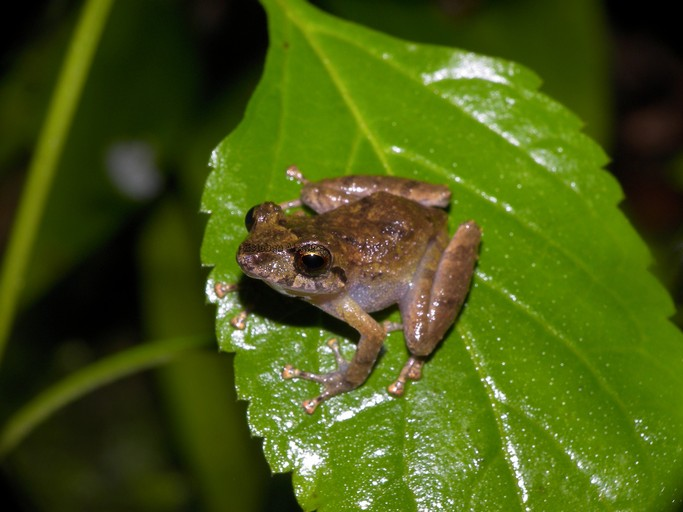
Pristimantis palmeri

Les mâles mesurent jusqu'à 20,3 mm et les femelles jusqu'à 28,0 mm.

## Étymologie
Cette espèce est nommée en l'honneur de Mervyn Grove Palmer (1882-1954).

## Publication originale
- Boulenger, 1912 : Descriptions of new Batrachians from the Andes of South America, preserved in the British Museum. Annals and Magazine of Natural History, sér. 8, vol. 10, p. 185-191 (texte intégral).